# مهدی ودادی
مهدی ودادی زاده ۱۳۵۰ در تهران کارگردان، تهیه‌کننده و نویسنده سینما و تلویزیون ایران است.

## زندگی‌نامه
وی فارغ‌التحصیل نقاشی از دانشگاه هنر است؛ و فعالیت فیلمسازی را از کانون پرورش فکری کودکان و نوجوانان آغاز کرد. نخستین فیلم کوتاه خود را با نام «فریاد پیروزی» برای امور تربیتی وزارت آموزش و پرورش ساخت و سپس برای مرکز سینمای تجربی و نیمه حرفه‌ای و حوزه هنری فیلم‌های کوتاهی ساخت.

## کارگردانی
- هویت
- زن، مرد، زندگی
- پسران مهتاب (ارتشی در تاریکی)
- ستاره‌های سربی
- بیا با من

## نویسنده
- پسران مهتاب (ارتشی در تاریکی)
- ستاره‌های سربی

## تهیه‌کننده
- لختگی
- زن، مرد، زندگی
- پسران مهتاب (ارتشی در تاریکی)